# دون ويلسون (ممثل)
دون ويلسون (بالإنجليزية: Don Wilson)‏ هو مقدم برامج إذاعية وممثل أمريكي، ولد في 1 سبتمبر 1900 في لنكن في الولايات المتحدة، وتوفي في 25 أبريل 1982 في كاثيدرال سيتي في الولايات المتحدة بسبب سكتة.

## أعمال

### أفلام
- (1935) لحن برودواي لعام 1936

### مسلسلات
- باتمان

## وصلات خارجية
- دون ويلسون على موقع IMDb (الإنجليزية)
- دون ويلسون على موقع ألو سيني (الفرنسية)
- دون ويلسون على موقع ميوزك برينز (الإنجليزية)
- دون ويلسون على موقع أول موفي (الإنجليزية)
- دون ويلسون على موقع قاعدة بيانات الأفلام السويدية (السويدية)
- دون ويلسون على موقع إن إن دي بي (الإنجليزية)
- دون ويلسون على موقع قاعدة بيانات الفيلم (الإنجليزية)
- دون ويلسون على موقع كينوبويسك (الروسية)